# Consiglio di Riconciliazione e Restaurazione della Somalia
Il Consiglio di Riconciliazione e Restaurazione della Somalia (in inglese Somalia Reconciliation and Restoration Council, SRRC) è stato un movimento politico e gruppo armato somalo attivo tra il 2001 ed il 2004. Fondato da Hussein Mohammed Farah, figlio del noto signore della guerra Mohammed Farah Aidid, il Consiglio trae le sue origini dall'Alleanza Nazionale Somala, formazione politico-paramilitare che Aidid aveva fondato nel 1992 scindendosi dal Congresso della Somalia Unita, e Hussein aveva ereditato alla sua morte nel 1996.
Il SRRC non era legato a particolari clan somali, ed operava nell'area di Mogadiscio e nelle regioni meridionali della Somalia.
Il SRRC nacque per contrastare il Governo nazionale di transizione e l'Alleanza della Valle del Giuba, e si sciolse solo nel novembre del 2004, quando raggiunse un compromesso con il TNG e molti suoi leader entrarono nel nuovo Governo federale di transizione.

## Storia e attività nella guerra civile somala
Il SRRC nacque all'inizio del 2001 dall'iniziativa del potente signore della guerra Hussein Mohamed Farah, il quale si rifiutò di riconoscere il Governo nazionale di transizione (TNG) somalo che era nato nell'ottobre del 2000 per dare alla Somalia un governo centrale stabile ed arginare l'anarchia che regnava nel paese dal 1991, anno dello scoppio della Guerra civile somala. Hussein motivò il suo rifiuto accusando il TNG di proteggere simpatizzanti islamisti militanti; più probabilmente, temeva che avrebbe fortemente ridimensionato il potere suo e di altri signori della guerra emersi con l'anarchia del paese. Infatti aderirono ben presto al Consiglio numerosi altri signori della guerra, di cui il Consiglio stesso può essere considerato a tutti gli effetti un'alleanza politico-militare.
Scopo del SRRC fu dunque quello di combattere politicamente e soprattutto militarmente contro il governo nazionale. È da considerarsi di rilievo l'ingresso nel Consiglio, nel giugno 2002, del potentissimo signore della guerra Mohamed Omar Habeb Dhere, che fu senz'altro uno degli esponenti di peso nel SRRC.
Il 12 maggio 2001 il SRRC compì la sua prima importante azione militare conquistando il porto di Mogadiscio dopo una battaglia costata la vita a 19 miliziani e 21 civili.
In un imprecisato periodo della fine del 2001, Hussein avvertì il presidente USA George W. Bush che il sistema diffuso in Somalia per trasferire denaro (hawala) e di telecomunicazioni Al-Barakat aveva legami con terroristi e che in Somalia c'erano terroristi in accordo con Osama Bin Laden. Egli inoltre avvisò che proseliti islamisti militanti del Pakistan erano attivi a Mogadiscio ed in altre città somale e che avevano forti collegamenti con Al-Itihaad al-Islamiya, gruppo terroristico islamico scomparso nel 2006.
In effetti pare che gli Stati Uniti abbiano appoggiato il Consiglio, mentre è certo il sostegno datogli dall'Etiopia. Addirittura il 15 maggio 2002 le truppe etiopi attaccarono e catturarono con l'aiuto del SRRC la città di Beled Hawo, prossima al confine somalo-etiopico, che era stata presa da una milizia rivale. Dopo l'attacco, le forze etiopi passarono il controllo della città al SRRC.
Il supporto statunitense era motivato dalla volontà di combattere gli estremisti islamici del gruppo terroristico Al-Itihaad al-Islamiya, legato ad Al Qaeda. I signori della guerra avevano sempre combattuto aspramente contro i fondamentalisti islamisti, con i quali si contendevano violentemente il controllo della Somalia. Inoltre il gruppo agiva soprattutto nella regione etiope dell'Ogaden al fine di annetterla al resto della Somalia, motivo di ulteriore preoccupazione per l'Etiopia.
Peraltro il TNG non appariva abbastanza risoluto nella lotta al terrorismo, ed era anzi accusato dall'Etiopia e dal SRRC di essere colluso con gli integralisti, accuse peraltro sempre respinte fermamente dal presidente del TNG Abdiqasim Salad Hassan.
Dal 2002 il SRRC combatté anche contro l'Alleanza della Valle del Giuba per il controllo dell'Oltregiuba, ed i conseguenti scontri nella Somalia centrale e meridionale causarono 86.000 rifugiati secondo stime del 2004.
Nel luglio 2003 SRRC e TNG raggiunsero un compromesso sulla composizione del futuro Parlamento: il TNG avrebbe accettato il numero di parlamentari proposto dal SRRC, e quest'ultimo l'inclusione dei politici richiesti dal TNG. Probabilmente il compromesso fu raggiunto per il comune intento di contrastare il crescente potere dei fondamentalisti islamici, organizzatisi nell'Unione delle corti islamiche  e successivamente in Al-Shabaab.
La pacificazione definitiva si completò nel novembre 2004 con la nascita del Governo federale di transizione, in cui Hussein, Dhere ed altri importanti membri del SRRC entrarono e ricoprirono ruoli di rilievo. Questo comportò la fine del SRRC, confluito quindi nel nuovo governo.